# Acronicta montivaga
Acronicta montivaga är en fjärilsart som beskrevs av Achille Guenée 1852. Acronicta montivaga ingår i släktet Acronicta och familjen nattflyn. Inga underarter finns listade i Catalogue of Life.